# Higurashi no Naku Koro ni
Higurashi no Naku Koro ni (japansk: ひぐらしのなく頃に, direkte oversat Når Cikader Skriger) er en japansk krimi-dōjin soft-visual novel-serie baseret på NScripter-motoren, produceret af 07th Expansion. Serien fokuserer på en gruppe unge venner og de mærkelige hændelser, der sker i den by, de bor i. Det første spil i serien Onikakushi-hen, blev udgivet den 10. august 2002 og det ottende og sidste spil i den originale PC-serie, Matsuribayashi-hen, blev udgivet 13. august 2006. Foruden den originale serie er nye arcs blevet lavet i mangaform og som videospil til PlayStation 2 og Nintendo DS for at udvide historien yderligere.
Serien blev meget populær og blev udviklet til en række drama-cd'er; den første, baseret på Onikakushi-hen-delen af historien, blev udgivet i maj 2005. En mangaserie tilpasset fra spillene startede med syv forskellige manga-artister, der arbejdede hver for sig på én til tre af historierne, og blev publiceret af Square Enix og Kadokawa Shoten. Mangaen fik lisens til udgivelse på engelsk i Nordamerika af Yen Press under titlen Higurashi When They Cry og første nummer bliver udgivet i november 2008. Efter mangaseriens udgivelse i Japan er to anime-serier blevet produceret af det japanske animationsstudie Studio Deen i 2006 og 2007; en tredje anime-tilpasning, som vil blive udgivet som en original video animation-serie, er blevet bekræftet til vinteren 2008 og er instrueret af Toshifumi Kawase. Den første anime-serie var licenseret af Geneon på engelsk under titlen When They Cry – Higurashi, men er siden hen blevet utilgængelig grundet Geneons udtrædelse af det amerikanske animemarked. En live-actionfilm-tilpasning af serien, instrueret af Ataru Oikawa, havde premiere i japanske teatre i maj 2008., med en fortsættelse, der følger.
Ordet higurashi er navnet på en art af cikader. Naku kan betyde "at lave lyd" (japansk: 鳴く), specifikt refererende til de lyde dannet af en ikke-menneskelig organisme eller "at græde" (japansk: 泣く). Ifølge den oprindelige skaber, Ryukishi07, er det røde Na (な) i logoet en officiel del af titlen.